# The Book of Vision
The Book of Vision è un film del 2020 diretto da Carlo Hintermann, al suo primo film di finzione.
Fanno parte del cast principale Lotte Verbeek, Charles Dance e Sverrir Gudnason.

## Trama
Una giovane dottoressa scopre una connessione spirituale con il Libro delle visioni, lo scritto di un medico prussiano vissuto secoli prima contenente i sogni, le speranze e le paure di migliaia di pazienti.

## Produzione
Le riprese del film, tenutesi anche in Belgio, sono terminate nel dicembre del 2017 in Trentino-Alto Adige, dove si sono tenute nei Monti Lessini ad Ala, a Castel Campo, a Stenico, al lago di Levico ed a Castel Pietra.

## Promozione
La prima clip del film è stato diffusa online il 6 luglio 2020. Il trailer del film è stato pubblicato online il 18 luglio.

## Distribuzione
Il film è stato presentato in anteprima il 3 settembre 2020 alla 77ª Mostra internazionale d'arte cinematografica di Venezia, come film d'apertura della Settimana internazionale della critica.